# Coronaster pauciporis
Coronaster pauciporis är en sjöstjärneart som beskrevs av Jacques Jangoux 1984. Coronaster pauciporis ingår i släktet Coronaster och familjen Labidiasteridae.
Artens utbredningsområde är Nya Kaledonien. Inga underarter finns listade i Catalogue of Life.